# Dicranomyia chimera
Dicranomyia chimera är en tvåvingeart som först beskrevs av Alexander 1972.  Dicranomyia chimera ingår i släktet Dicranomyia och familjen småharkrankar. Inga underarter finns listade i Catalogue of Life.